# Villa diminutiva
Villa diminutiva är en tvåvingeart som först beskrevs av Macquart 1846.  Villa diminutiva ingår i släktet Villa och familjen svävflugor.
Artens utbredningsområde är Colombia. Inga underarter finns listade i Catalogue of Life.